# Everett Douglas
Pour les articles homonymes, voir Douglas.
Everett Douglas est un monteur américain né le 11 octobre 1902 et décédé le 7 décembre 1967 à Los Angeles (États-Unis).

## Filmographie
- 1935 : Wanderer of the Wasteland
- 1936 : Drift Fence
- 1936 : Sky Parade
- 1936 : Straight from the Shoulder
- 1937 : Le Dernier Train de Madrid (The Last Train from Madrid) de James Patrick Hogan
- 1940 : Police-secours (Emergency Squad) d'Edward Dmytryk
- 1940 : The Biscuit Eater de Stuart Heisler
- 1941 : The Monster and the Girl (en)
- 1941 : Among the Living
- 1942 : Henry Aldrich, Editor
- 1942 : Henry and Dizzy
- 1943 : Henry Aldrich Haunts a House
- 1944 : Henry Aldrich, Boy Scout
- 1944 : Henry Aldrich Plays Cupid
- 1944 : Henry Aldrich's Little Secret
- 1944 : National Barn Dance
- 1946 : Le Traître du Far-West (The Virginian)
- 1947 : Ladies' Man (en)
- 1947 : Sweet and Low
- 1947 : Champagne for Two
- 1947 : Le Docteur et son toubib (Welcome Stranger) de Elliott Nugent
- 1947 : Paris in the Spring
- 1948 : Deux Sacrées Canailles (The Sainted Sisters)
- 1948 : La Chasse aux millions (Miss Tatlock's Millions) de Richard Haydn
- 1950 : Mr. Music
- 1952 : Tonnerre sur le temple (Thunder in the East)
- 1953 : La Guerre des mondes (The War of the Worlds)
- 1953 : Jennifer
- 1954 : Quand la Marabunta gronde (The Naked Jungle)
- 1955 : La Conquête de l'espace (Conquest of Space), de Byron Haskin
- 1956 : Énigme policière (The Scarlet Hour) de Michael Curtiz
- 1957 : Les Amours d'Omar Khayyam (Omar Khayyam)
- 1957 : Le Pantin brisé (The Joker Is Wild)
- 1958 : The Party Crashers
- 1958 : As Young as We Are
- 1958 : Tueurs de feux à Maracaibo (Maracaibo)
- 1959 : Dans la souricière (The Trap)
- 1959 : Violence au Kansas (The Jayhawkers!)